# Ребухито
Ребухи́то (исп. rebujito) — андалусский алкогольный коктейль. Аперитив. Популярен на испанских ярмарках. Ребухито смешивается из сухого белого хересного бренди, мансанильи и лимонного газированного напитка (например, спрайта или тоника). Сервируется с кубиками льда и листьями мяты.